# 瓜生保
瓜生 保（うりゅう たもつ）は、日本の南北朝時代の越前国（福井県）の武将。通称を判官という。

## 生涯
現在の福井県南越前町阿久和（あくわ）にあたる越前国南条郡飽和村出身。新田義貞の配下として、北条得宗家一族の名越時兼を加賀大聖寺で討ち取る。延元元年（1336年）10月、越前に下向した新田義貞を出迎えるが、程なく義貞の下を離反し、一時期に足利尊氏に味方する。『太平記』は、保は尊氏が送った偽の綸旨に騙されて離反したと伝えるが、これが事実であるかどうかの信憑性については疑問もある。足利に与した保は斯波高経、高師泰の軍勢に所属して金ケ崎城を攻め、義貞と戦った。しかし、保の弟たちはこれに賛同せず、瓜生一族は分裂の様相を呈した。
その後11月になると、尊氏から送られた綸旨が偽物であることを看破、弟の義鑑房や照らが義貞の甥脇屋義治を擁立して越前杣山城に挙兵するとこれに呼応し、斯波の軍から志を同じくする武将数名と共に脱走し、弟たちに合流して南朝に帰参した。保が南朝の元の鞘ヘ戻る過程として、尊氏から送られた綸旨はやはり偽物ではないかと疑っていたところ、宇都宮泰藤と天野政貞が、三つ鱗の家紋を持つ北条は二引両の家紋の足利氏に滅ぼされた、とすれば、やがて二引両の足利氏は一引両の家紋の新田氏に滅ぼされるのが筋だろう、と語った。さらに天野政貞は『周易』と付会して、「一引両」の「一」は、周易にある「陰にも一（かたき）なし、陽にも一（かたき）なし」の一である、つまり、新田軍に敵（かたき）はなく、無敵であると解釈して熱弁をふるった。これに感化されて、保は新田に味方することを決めた、という逸話があるが、これは創作とみなされている。
その後は越前で北朝勢と戦い、国府西側にあった新善光寺城を落とすなど、師泰、高経の軍を度々蹴散らして越前における戦局で優位に立っていたが、里見時成に随行して包囲された金ケ崎城の救援に向う最中今川頼貞に待ち伏せされ、時成や弟義鑑房と共に戦死した。保が戦死した時期については正月とも8月とも言われている。
瓜生保が戦死した地と言われる敦賀市樫曲地区には、1961年（昭和36年）3月30日に敦賀市指定史跡に指定された「瓜生保戦死の地碑」があり、そこから山に上がったところに瓜生氏の末裔が1911年（明治44年）に建てた墓がある。
大正4年（1915年）、従四位を追贈された。
敦賀市金ヶ崎町の絹掛神社に、弟義鑑房をはじめ、南朝方として共闘して露と消えた義貞の子義顕、里見時成、気比氏治、気比斉晴らと共に合祀されている。